# 迪金森港 (紐約州)
迪金森港（英語：Port Dickinson）是位於美國紐約州布魯姆縣的村。

## 人口
根據2020年美國人口普查的數據，迪金森港的面積為1.81平方千米，當中陸地面積為1.62平方千米，而水域面積為0.19平方千米。當地共有人口1699人，而人口密度為每平方千米939人。